# Pink Velvet Theatre
Pink Velvet Theatre är ett musikalbum, skrivet av artist och låtskrivaren Benjamin Ingrosso. Pink Velvet Theatre är Ingrossos femte studioalbum och det tredje på engelska. Skivan släpptes den 25 oktober 2024, två år efter Ingrossos senaste studioalbum. Ingrosso släppte totalt fem singlar innan själva albumsläppet. Alla dessa singlar fanns sedan med på albumet: Kite, Better Days, Honey Boy, Look Who's Laughing Now och All My Life. 
Det blev även namnet på Ingrossos nordamerikanska turné som han gav sig ut på vintern 2025.
2025 kom även en vinylversion av albumet. 

## Låtlista
| 1.          | "...and so it begins"                                             | - Benjamin Ingrosso - Salem Al Fakir - Dennis Bröchner - Anya Jones - Vincent Pontare | - Benjamin Ingrosso - Al Fakir - Wille Enblad - Hampus Lindvall - Viktor Olsén - Pontare - Joel Strömgren | 0:56  |
| 2.          | "Kite"                                                            | - Ingrosso - Al Fakir - Jones - Pontare - Jon Shave                                   | - Enblad - Jon Shave - Vargas & Lagola                                                                    | 2:45  |
| 3.          | "1 in 1,000,000"                                                  | - Ingrosso - Christopher Collins - Jones - Max Wassen - Jacob Werner - Zikai          | - Ingrosso - Enblad - Pontare - Jacob Werner                                                              | 0:27  |
| 4.          | "Angela"                                                          | - Ingrosso - Collins - Enbald - Jones - Pontare - Wassen - Werner - Zikai             | - Ingrosso - Enblad - Pontare - Jacob Werner                                                              | 4:12  |
| 5.          | "Honey Boy" (Med Purple Disco Machine, Shenseea och Nile Rodgers) | - Ingrosso - Jones - Chinsea Linda Lee - Lindvall - Nile Rodgers - Tino Schmidt       | - Purple Disco Machine - Lindvall - Rodgers                                                               |       |
| 6.          | "Look Who's Laughing Now"                                         | - Ingrosso - Jessica Agombar - David Stewart                                          | - David Stewart                                                                                           | 2:52  |
| 7.          | "PVT?"                                                            | - Ingrosso - Al Fakir - Timothy Collins - Pontare                                     | - Ingrosso - Mattias Bylund - Enblad - Pontare                                                            | 1:28  |
| 8.          | "Better Days"                                                     | - Ingrosso - Al Fakir - Jones - Pontare                                               | - Enblad - Vargas & Lagola                                                                                | 3:38  |
| 9.          | "All My Life (and then...)"                                       | - Ingrosso - Al Fakir - Jones - Pontare                                               | - Ingrosso - Al Fakir - Lucas Albrektsson - Enblad - Pontare                                              | 4:35  |
| 10.         | "IKNOW IKNOW"                                                     | - Ingrosso - Al Fakir - Pontare - Zikai                                               | - Ingrosso - Al Fakir - Enblad - Pontare                                                                  | 3:53  |
| 11.         | "All the Stars (interlude)"                                       | - Ingrosso - Al Fakir - Pontare                                                       | - Ingrosso - Al Fakir - Albrektsson - Enblad - Pontare                                                    | 0:24  |
| 12.         | "Back to You"                                                     | - Ingrosso - Al Fakir - Pontare                                                       | - Ingrosso - Al Fakir - Albrektsson - Enblad - Pontare                                                    | 3:23  |
| 13.         | "Worst in Me"                                                     | - Ingrosso - Kirstin Carpenter - Gustav Nyström                                       | - Ingrosso - Enblad - Gustav Jonsson - Pontare                                                            | 4:01  |
| 14.         | "so this is love?"                                                | - Ingrosso - Al Fakir - Bylund - Bröchner - Pontare                                   | - Ingrosso - Bylund - Enblad - Lindvall - Pontare                                                         | 2:14  |
| Totallängd: | Totallängd:                                                       | Totallängd:                                                                           | Totallängd:                                                                                               | 38:39 |

## Bakgrund
Ingrosso hade under både våren och sommaren 2024 när han var ute på sin turné Better Days Tour, i Europa på våren och Sverige på sommaren spelat flertal låtar som blivit stora publikfavoriter. Som Angela, Back To You och Worst in Me. Under Ingrossos premiär på sommarturnén på Sofiero i Helsingborg avslöjades det efter att Ingrosso förlorat i sten,sax,påse mot ett fan att albumet skulle släppas i oktober. Han berättade även i sin dokumentärserie This is Benjamin Ingrosso på streamingtjänsten Max att hans kommande platta var i stort sett skriven tillsammans med Salem Al Fakir och Vincent Pontare, bland annat kända från gruppen Vargas & Lagola. 
På P3 Mix och själva programmet: Skivhyllan i P3 släppte ett avsnitt med Ingrosso där han berättar om skapandet av plattan och spelar låtar och artister som varit inspiration till albumet. Tillexempel Édith Piaf, Elton John och ABBA samt Careless Whisper, I´m Still Standing, Take Me Out och Everybody Wants to Rule the World. 

## Själva plattan
Ingrosso berättade på sina sociala medier att detta album skulle skilja sig från hans förra album. Detta album var en konceptplatta där varje låt fyllde en speciell funktion. Att man skulle lyssna på alla 14 spår från start till slut för att få en helhetsbild av den värld Ingrosso velat skapa. Denna platta var mer lik del två av Ingrossos svenska platta En gång i tiden, del II
Ingrossos ord om plattan:
"Det här albumet har utvecklats i takt med min personliga utveckling som artist och låtskrivare. Albumet är en modern kärlekshistoria - som en nutida Romeo och Julia, fast i en drömlik värld där kärleken suddar ut gränsen mellan verklighet och fantasi"

## Bok
I maj 2025 släpptes boken Pink Velvet Theatre: drömmarens sökande efter sanningen. Boken är baserad på skivan, men den följer inte skivans ursprungliga låtlista. Boken är skriven av Bea Magnstedt.[källa behövs]